# Класификација по поенима на Вуелта а Еспањи
Класификација по поенима на Вуелта а Еспањи је једна од другостепених класификација на етапној бициклистичкој трци Вуелта а Еспањи. На крају сваке етапе, возачи добијају поене за првих неколико позиција, возач са највише поена је лидер класификације и носи зелену мајицу.

## Историја
Класификација по поенима на Вуелта а Еспањи је уведена 1945. спонзор је била компанија Пирели. Прве године, класификација је рачуната на следећи начин:
- Победник етапе добијао је 100 поена, другопласирани 99 итд. Возачи који су завршавали у групи и добијали исто време, добијали су исти број поена.[1]
- Првих пет бициклиста на свакој етапи добијали су 12 поена за сваки минут који су дошли испред возача који заврши шести на етапи.[1]
- За сваки поен који су освојили у брдској класификацији, добијали су два поена за класификацију по поенима.[1]
- На прилазним циљевима прва четворица су добијала поене, 8, 6, 4 и 2 поена.[1]

Иако су спонзори рекли да је класификација постигла велики успех, није је било следеће године. Класификација по поенима је на Вуелту враћена 1955. где је коришћен систем као у класификацији по поенима на Тур де Франсу, где су возачи добијали поене на основу позиција на крају сваке етапе.
Тони Ромингер 1993. и Лоран Жалабер 1995. су у истој години освојили Вуелту, брдску и класификацију по поенима, док је Крис Фрум 2017. освојио Вуелту, класификацију по поенима и класификацију комбинације.

## Правила
Правила класификације по поенима на Вуелти су таква да класификацију не освајају сваке године спринтери. Најбољи пример је Вуелта 2012. када је Џон Дегенколб освојио пет етапа, а у класификацији по поенима је завршио тек на четвртом месту.
За разлику од Тур де Франса, где бодови који се добијају на крају етапе зависе од профила етапе, на Вуелти се добија исти број поена на свакој етапи. Захваљујући томе, класификацију често освоји неко од возача који се боре за генерални пласман, јер сакупе доста поена на брдским етапама.
| Тип             | 1  | 2  | 3  | 4  | 5  | 6  | 7 | 8 | 9 | 10 | 11 | 12 | 13 | 14 | 15 |
| --------------- | -- | -- | -- | -- | -- | -- | - | - | - | -- | -- | -- | -- | -- | -- |
| Етапе           | 25 | 20 | 16 | 14 | 12 | 10 | 9 | 8 | 7 | 6  | 5  | 4  | 3  | 2  | 1  |
| Пролазни циљеви | 4  | 2  | 1  |    |    |    |   |   |   |    |    |    |    |    |    |

## Победници
Победници класификације по поенима:
- 2024.  Кејден Гроувс
- 2023.  Кејден Гроувс
- 2022.  Мадс Педерсен
- 2021.  Фабио Јакобсен
- 2020.  Примож Роглич
- 2019.  Примож Роглич
- 2018.  Алехандро Валверде
- 2017.  Крис Фрум
- 2016.  Фабио Фелине
- 2015.  Алехандро Валверде
- 2014.	 Џон Дегенколб
- 2013.  Алехандро Валверде
- 2012.  Алехандро Валверде
- 2011.	 Бауке Молема
- 2010.	 Марк Кевендиш
- 2009.	 Андре Грајпел
- 2008.	 Грег ван Авермат
- 2007.	 Данијеле Бенати
- 2006.	 Тор Хусховд
- 2005.	 Алесандро Петаки
- 2004.	 Ерик Цабел
- 2003.	 Ерик Цабел
- 2002.	 Ерик Цабел
- 2001.	 Хосе Марија Хименез
- 2000.	 Роберто Ерас
- 1999.	 Франк Ванденбрук
- 1998.	 Фабрицио Гвиди
- 1997.	 Лоран Жалабер
- 1996.	 Лоран Жалабер
- 1995.	 Лоран Жалабер
- 1994.	 Лоран Жалабер
- 1993.	 Тони Ромингер
- 1992.	 Џамолидин Абдужапаров
- 1991.	 Уве Раб
- 1990.	 Уве Раб
- 1989.	 Малколм Елиот
- 1988.	 Шон Кели
- 1987.	 Алфонсо Гутјерез
- 1986.	 Шон Кели
- 1985.	 Шон Кели
- 1984.	 Гидо ван Калстер
- 1983.	 Марино Лехарета
- 1982.	 Стефан Мутер
- 1981.	 Франсиско Седена
- 1980.  Шон Кели
- 1979.  Алфонс де Волф
- 1978.	 Ферди ван дер Хауте
- 1977.	 Фреди Мартенс
- 1976.  Дитрих Турау
- 1975.  Мигел Марија Ласа
- 1974.	 Доминго Перурена
- 1973.	 Еди Меркс
- 1972.	 Доминго Перурена
- 1971.	 Сирил Гимар
- 1970.	 Гидо Рејбрук
- 1969.	 Ремон Стегманс
- 1968.  Јан Јансен
- 1967.	 Јан Јансен
- 1966.	 Јос ван дер Влетен
- 1965.	 Рик ван Лој
- 1964.	 Хосе Перез
- 1963.	 Бас Малипард
- 1962.  Руди Алтиг
- 1961.	 Антонио Суарез
- 1960.	 Артур Декаботер
- 1959.	 Рик ван Лој
- 1958.	 Салвадор Ботеља
- 1957.	 Висенте Итура
- 1956.	 Рик ван Стенберген
- 1955.	 Фјоренцо Мањи
- 1946—54. Није било класификације
- 1945.  Делио Родригез

### Вишеструки победници
| Позиција | Име                | Држава     | Број победа | Године                 |
| -------- | ------------------ | ---------- | ----------- | ---------------------- |
| 1.       | Шон Кели           | Ирска      | 4           | 1980, 1985, 1986, 1988 |
| 1.       | Лоран Жалабер      | Француска  | 4           | 1994, 1995, 1996, 1997 |
| 1.       | Алехандро Валверде | Шпанија    | 4           | 2012, 2013, 2015, 2018 |
| 4.       | Ерик Цабел         | Њемачка    | 3           | 2002, 2003, 2004       |
| 5.       | Рик ван Лој        | Белгија    | 2           | 1959, 1965             |
| 5.       | Јан Јансен         | Холандија  | 2           | 1967, 1968             |
| 5.       | Уве Раб            | Њемачка    | 2           | 1990, 1991             |
| 5.       | Примож Роглич      | Словенија  | 2           | 2019, 2020             |
| 5.       | Кејден Гроувс      | Аустралија | 2           | 2023, 2024             |

### По државама
| Држава               | Број бициклиста који су победили | Број победа |
| -------------------- | -------------------------------- | ----------- |
| Шпанија              | 14                               | 17          |
| Белгија              | 12                               | 13          |
| Њемачка              | 6                                | 9           |
| Холандија            | 5                                | 6           |
| Италија              | 5                                | 5           |
| Француска            | 2                                | 5           |
| Ирска                | 1                                | 4           |
| Уједињено Краљевство | 3                                | 3           |
| Швајцарска           | 2                                | 2           |
| Словенија            | 1                                | 2           |
| Аустралија           | 1                                | 2           |
| Узбекистан           | 1                                | 1           |
| Норвешка             | 1                                | 1           |
| Данска               | 1                                | 1           |